# Мшене-лазне
Мшене-лазнє (чеськ. Mšené-lázně) — курортне село в Літомержицькому районі Устецького краю Чеської Республіки. У ньому проживає близько 1800 жителів.
Мшене-лазнє знаходиться приблизно за 19 кілометрів на південь від Літомержиць, 34 кілометри на південь від Усті-над-Лабем та 38 кілометрів на північний захід від Праги.

## Адміністративні частини
Села Брніков, Єчовіце, Підбрадець, Редгошть і Врбіце є адміністративними частинами Мшене-Лазнє.

## Історія
Курорт Мшене засновано в 1796 році. Місцева вода багата залізом та іншими мінералами. На курорті лікують захворювання м'язової системи і нервів.

## Персоналії
Антонін Гудечек - чеський художник-пейзажист. Дійсний член Чеської академії наук, словесності та мистецтв (з 1930).

## Галерея

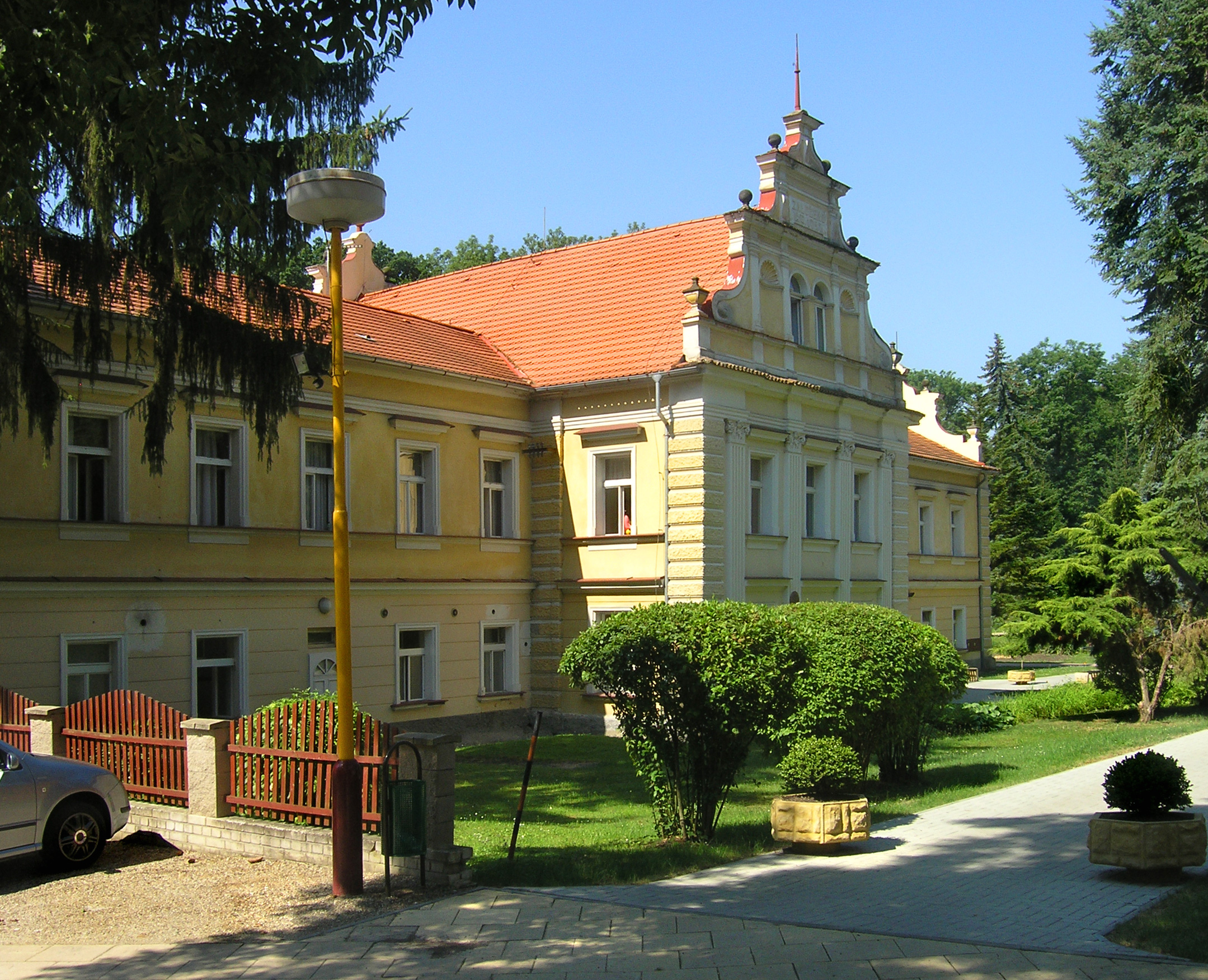
Санаторій Říp-Balneo
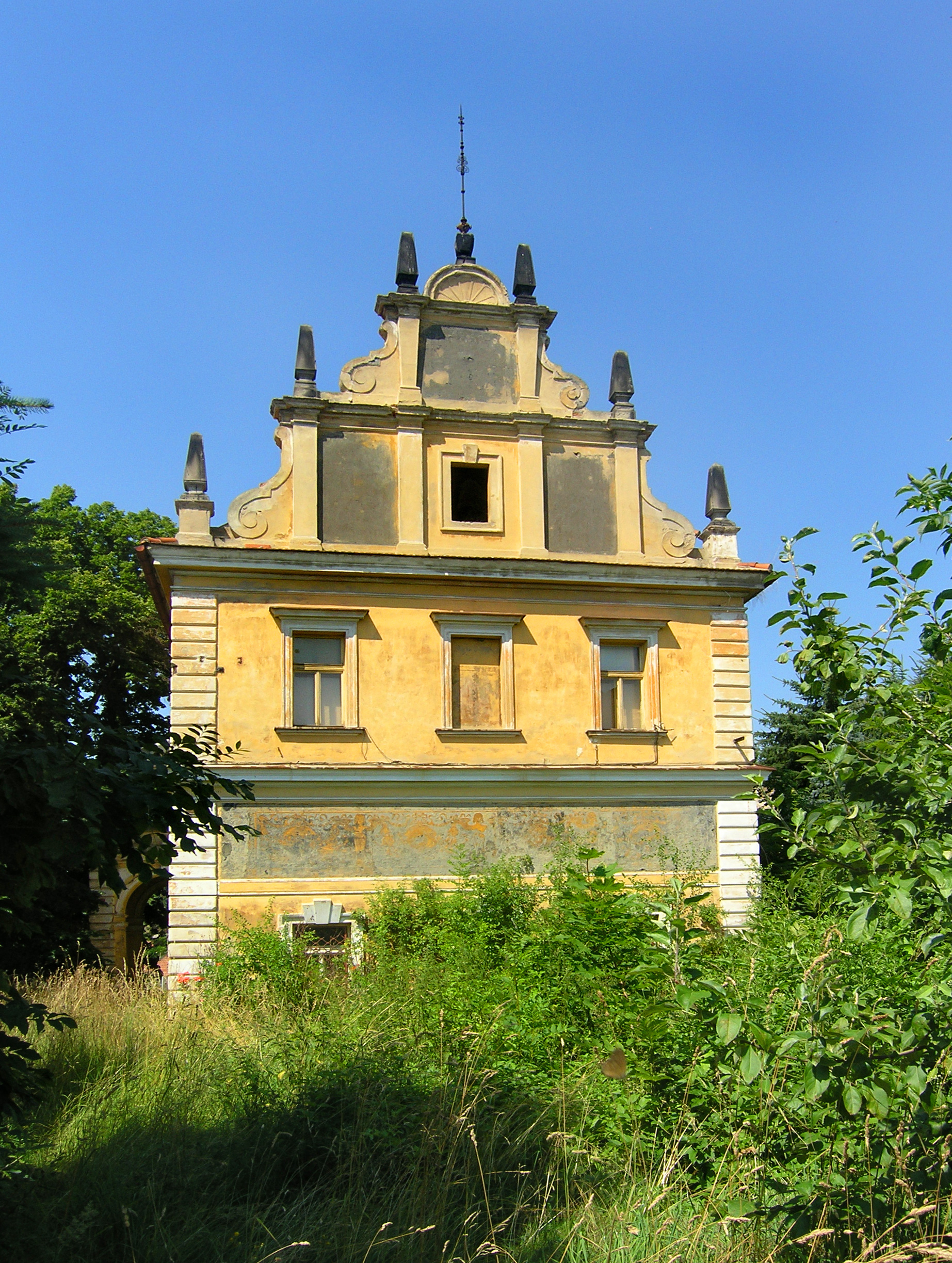
Замок Мшене-лазне до реконструкції
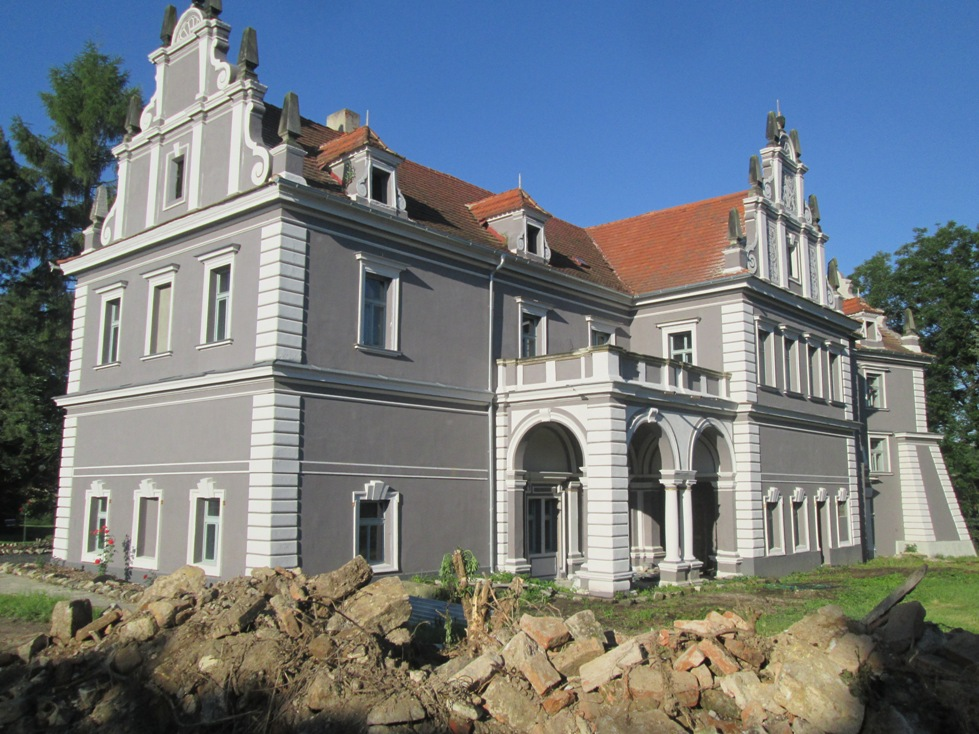
Замок після реконструкції
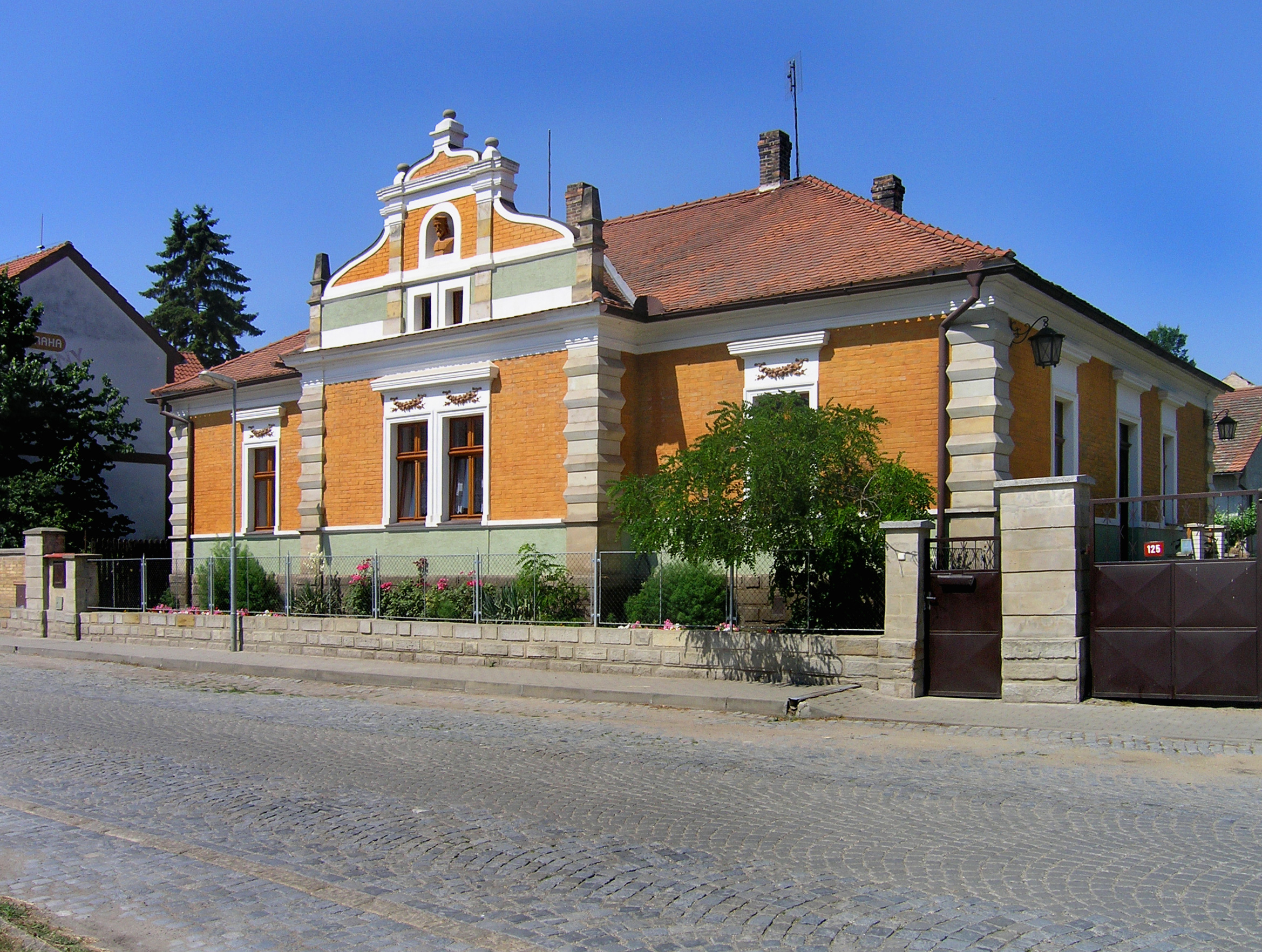
Будинок на вулиці Главній
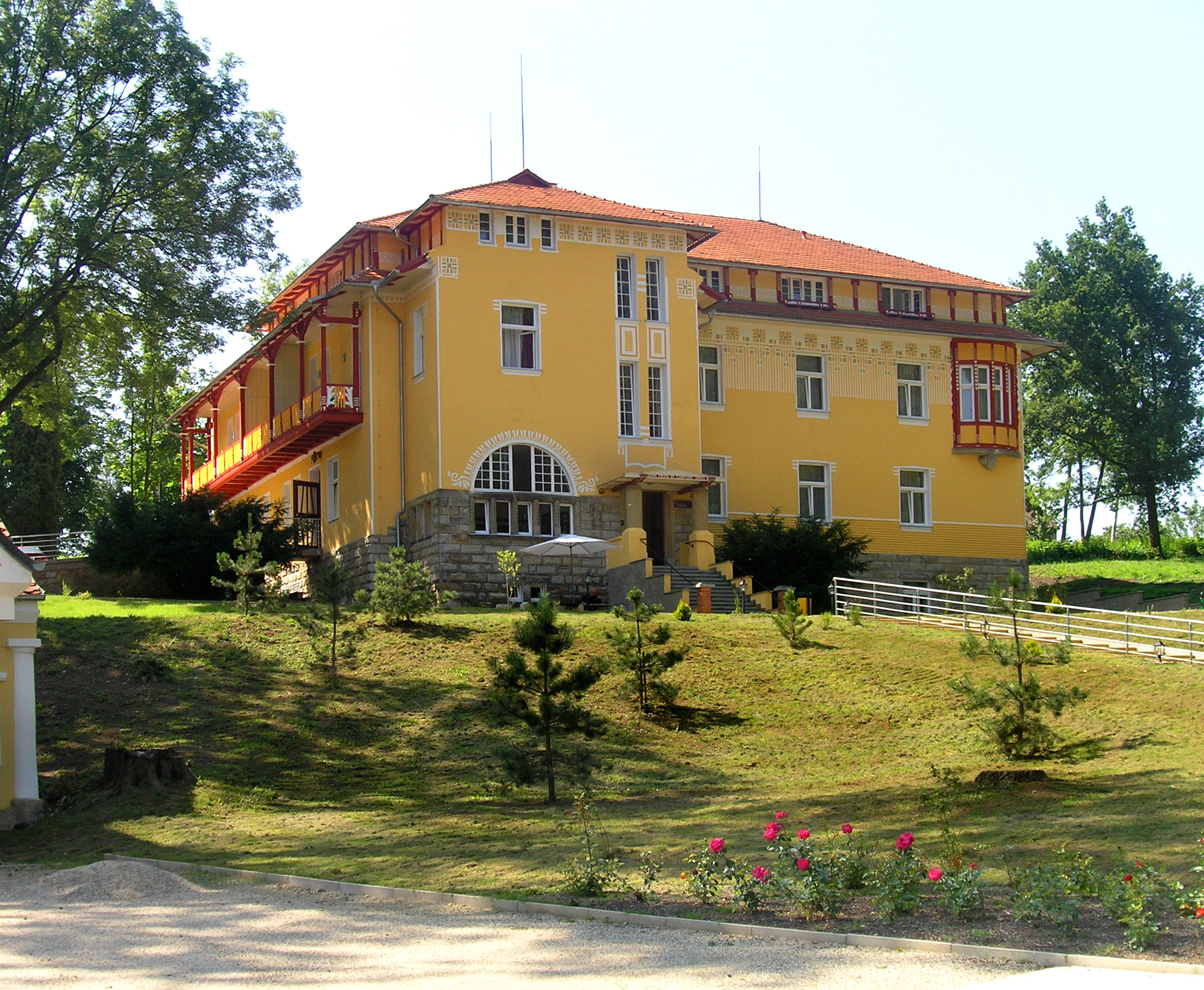
Курортний будинок Киселка
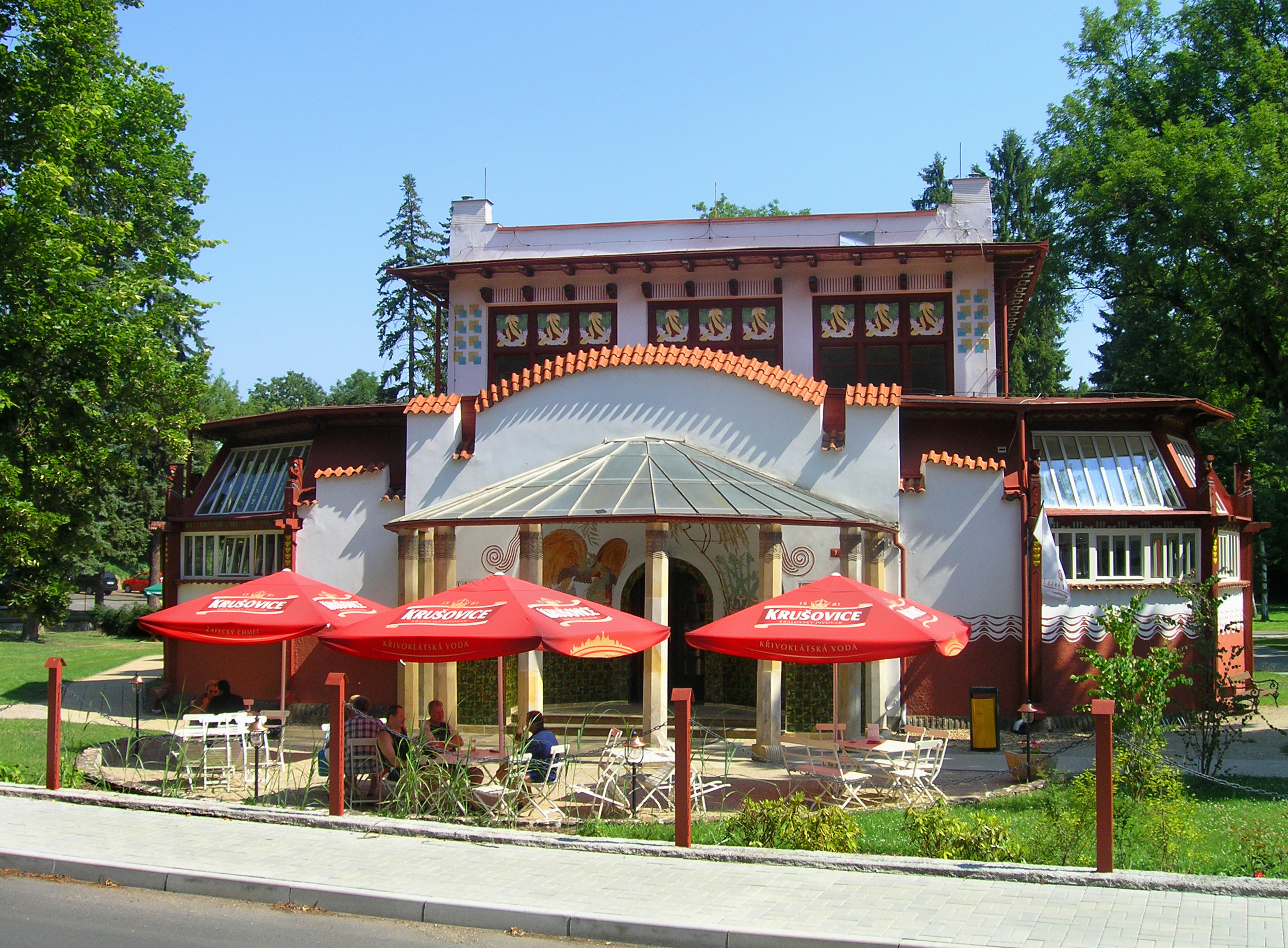
Зал в стилі модерн
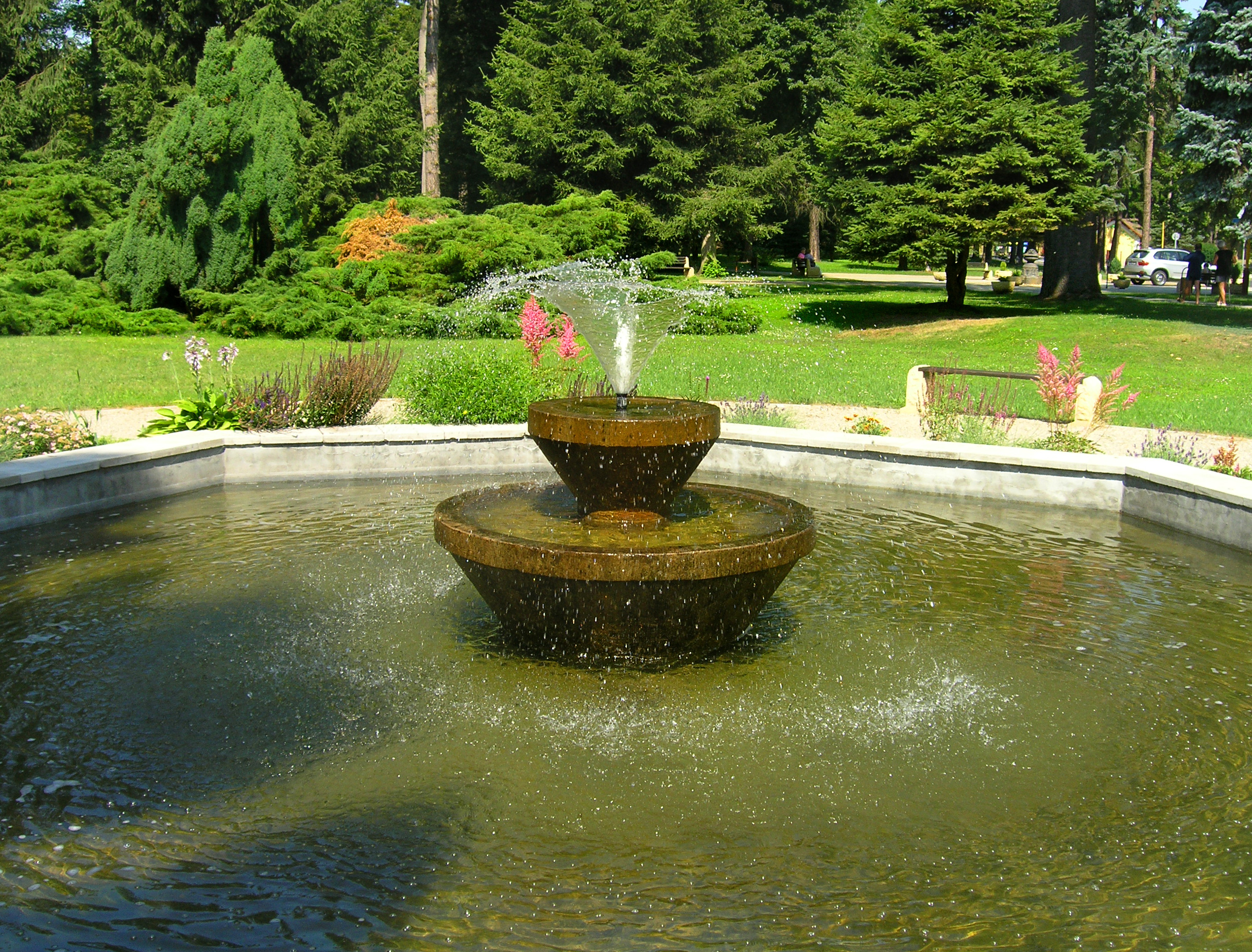
Фонтан у парку
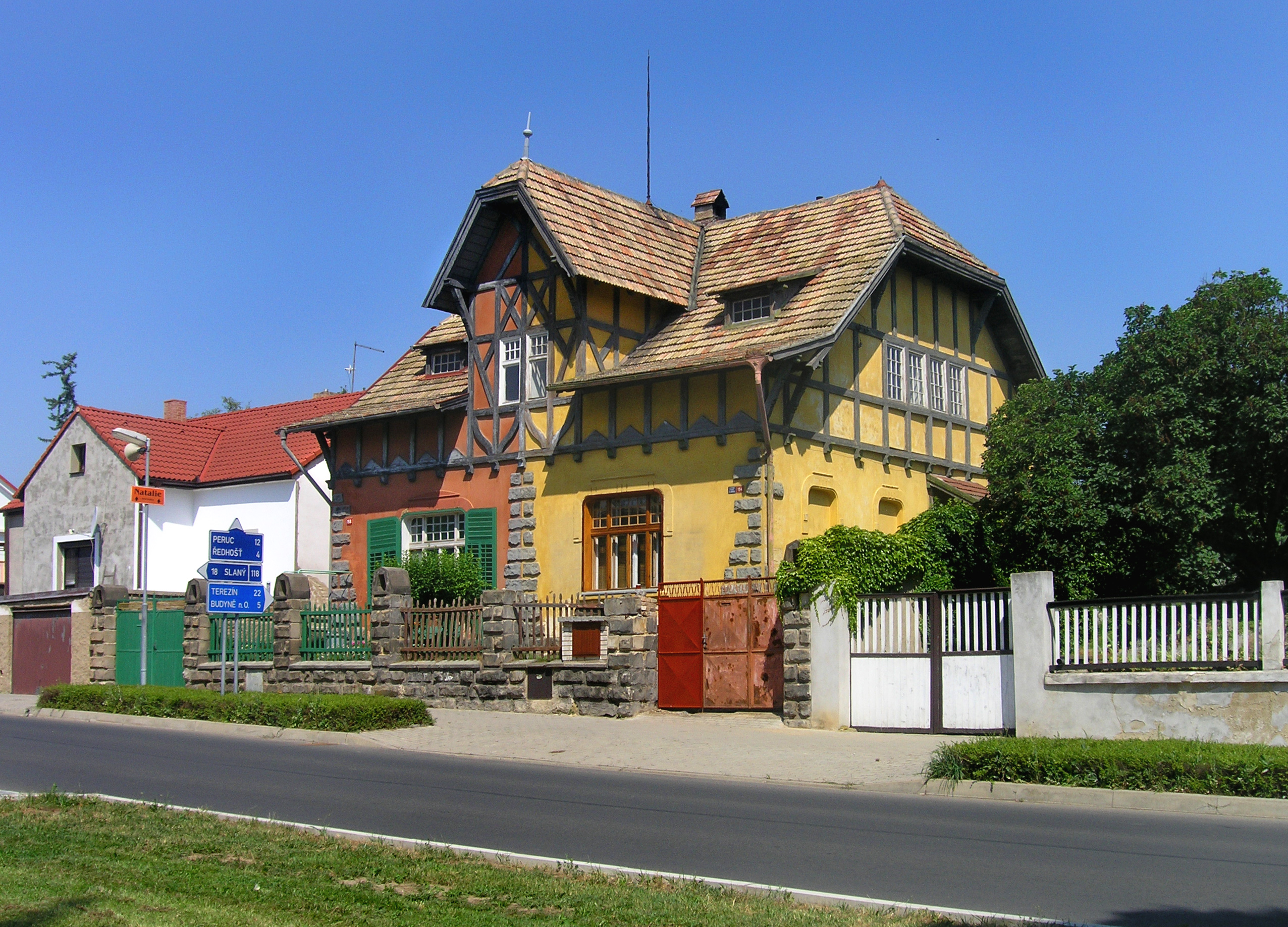
Будинок на вулиці Лазенській
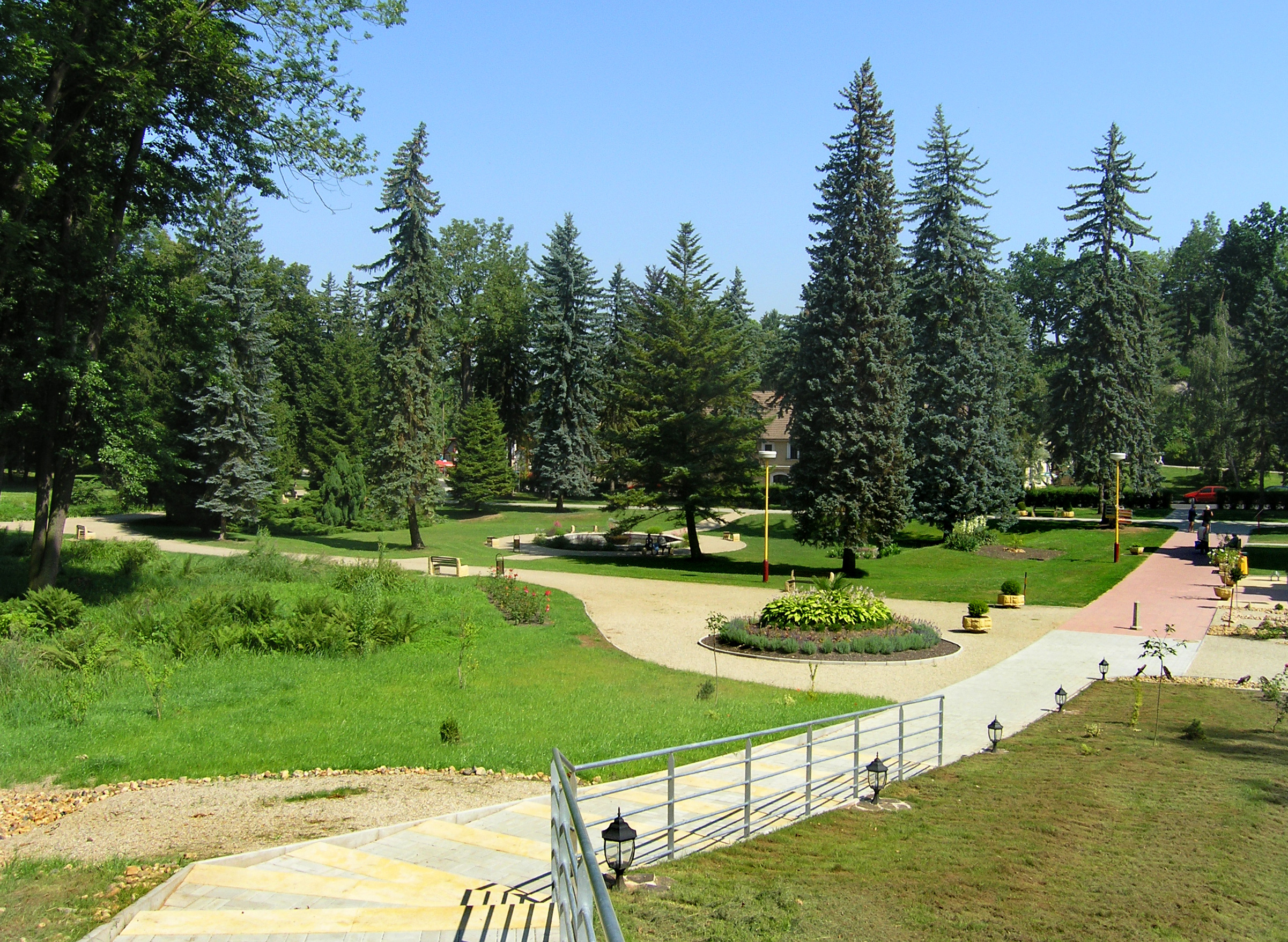
Курортний парк